# Philautus maosonensis
Espèce
Statut de conservation UICN

 DD  : Données insuffisantes
Philautus maosonensis  est une espèce d'amphibiens de la famille des Rhacophoridae.

## Répartition
Cette espèce est endémique du Viêt Nam. Elle se rencontre dans les provinces de Vĩnh Phúc, de Thái Nguyên, de Cao Bằng, de Hà Giang et de Lạng Sơn, entre 400 et 1 500 m d'altitude.
Sa présence est incertaine en République populaire de Chine.

## Étymologie
Son nom d'espèce, composé de maoson et du suffixe latin -ensis, « qui vit dans, qui habite », lui a été donné en référence au lieu de sa découverte, Mao-Son au Viêt Nam.

## Publication originale
- Bourret, 1937 : Notes herpétologiques sur l'Indochine française. XIV. Les batraciens de la collection du Laboratoire des Sciences Naturelles de l'Université. Descriptions de quinze espèces ou variétés nouvelles. Annexe Bulletin de l'Institut public Hanoï, p. 5-56.